# Tiomilaskogen

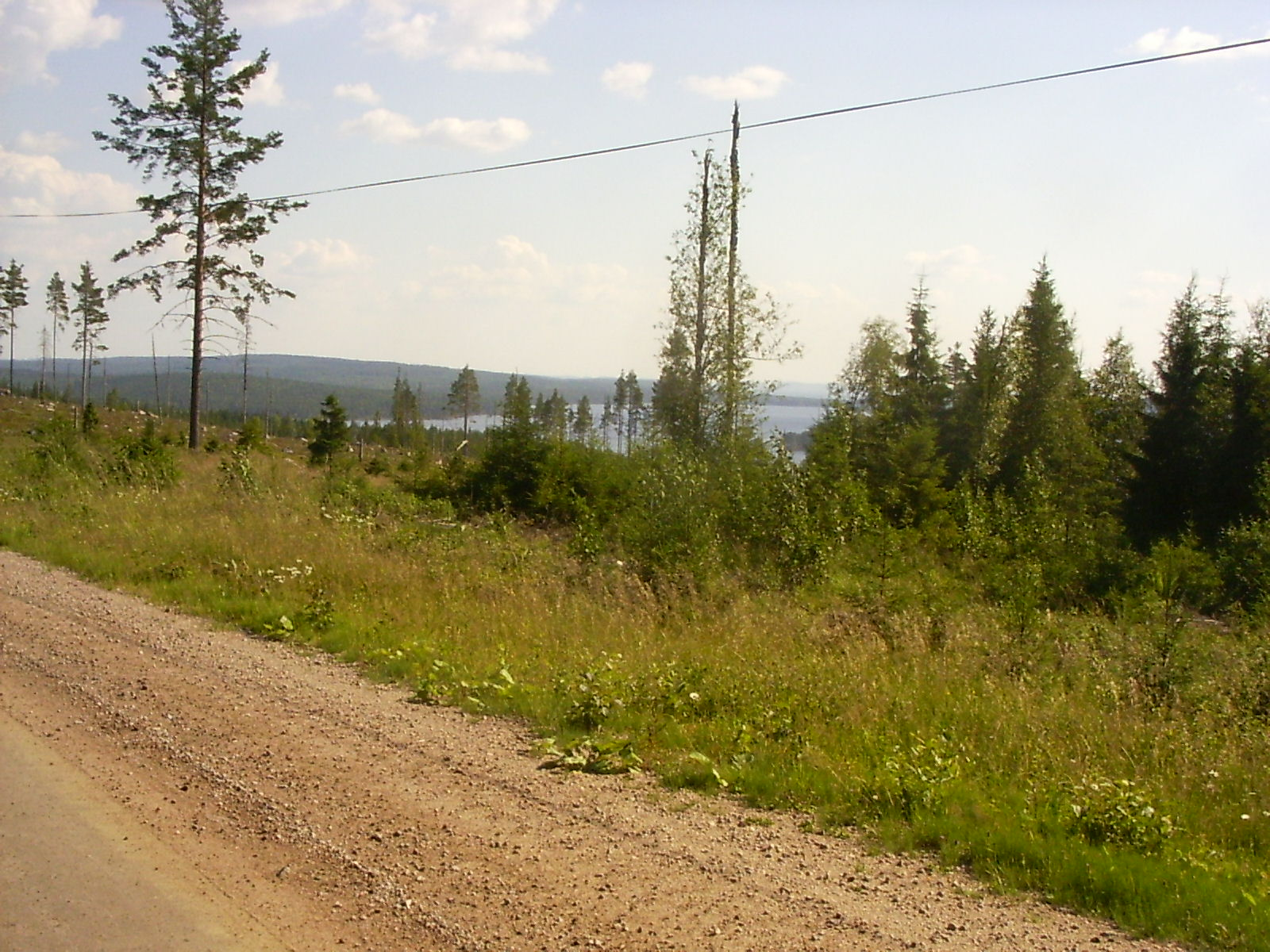
Landskap i närheten av Tyngsjö.

Tiomilaskogen är ett geografiskt område som ligger på gränsen mellan Dalarna och Värmland. Skogarna kallas ibland Sveriges sydligaste vildmark och är en typisk finnmark. 

## Geografi

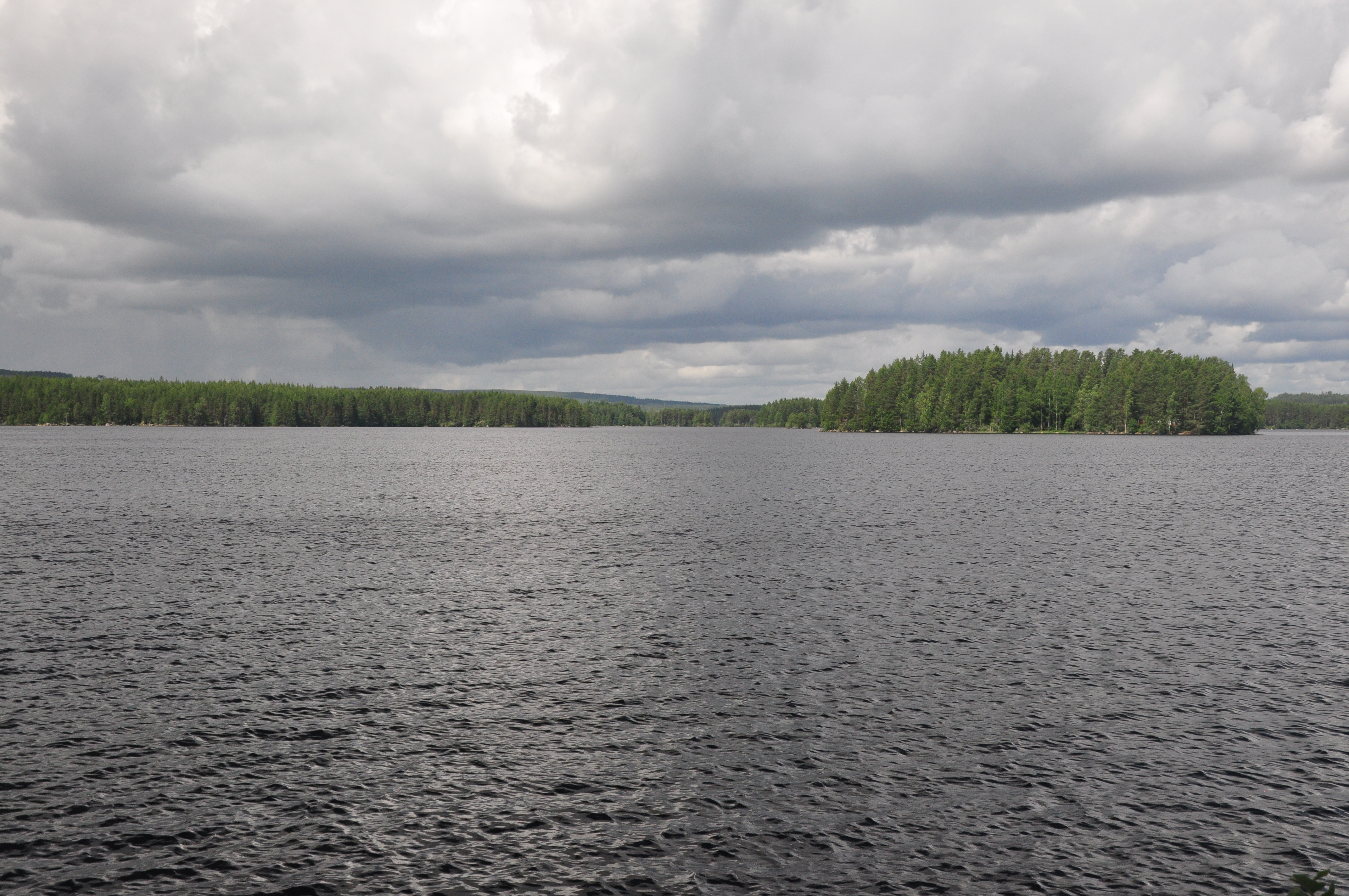
Sjön Knon i Tiomilaskogen

Området ligger mellan Klarälven i väster och Västerdalälven i öster och brukar avdelas på andra ledden av inlandsbanan, vid samhället Sågen i sydost och E45 i nordväst. Malungs finnmark upptar en stor del av området. På den Värmländska sidan är området en del av Värmlands Östra finnmark som finns i före detta Norra Ny socken och Ekshärads socken. Tiomilaskogen kringgärdas av samhällena Malung, Yttermalung, Äppelbo, Sågen, Stöllet, Hagfors och Ekshärad. Förutom sjöar består Tiomilaskogen, som namnet antyder, nästan enbart av skog. Merparten av denna är odlad tallskog. 
Området är rikt på sjöar och alla sjöar av betydande storlek är dämda. De största sjöarna är Naren, Knon och Kvien.
De största byarna är Gustavsfors, Norra Avradsberg och Tyngsjö.

## Historia

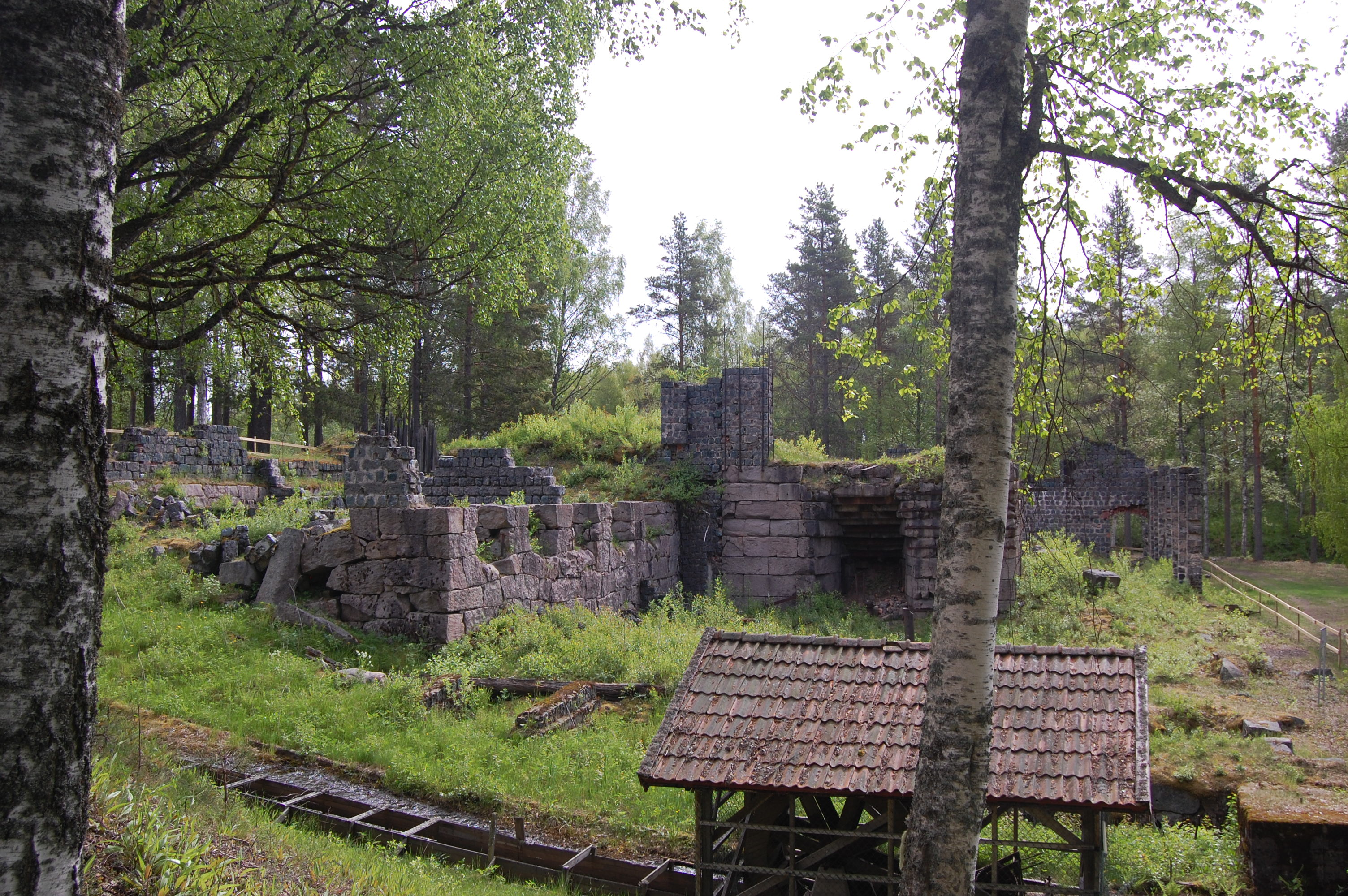
Ruiner av hytta i Gustavsfors

Under 1600-talet flyttade många finnar till de obefolkade skogarna där Tiomilaskogen ligger idag. De tog med sig sina svedjebrukstraditioner till Sverige.
På 1800-talet fanns det bara några få byar och en väg genom området. Senare utvecklade Uddeholmsbolaget skogsbruket och byggde vägar och byar bildades. Under några få år fanns det en järnväg i NKIJ:s regi till bruket vid Gustavsfors i södra Tiomilaskogen. Efter 1950 började folk flytta ifrån området och 2006 stängdes den sista affären.

## Folkmusik
Varje år, i slutet av juli, firas "Kultur i Tiomilaskogen", en kulturfestival med tusentals besökare.
Flera kända folkmusiker har kommit från Tiomilaskogen, främst Lejsme-Per och Ärtbergs-Kalle. Ärtbergs-Kalle har skrivit Äppelbo gånglåt. Lejsme-Pers minne firas varje år på Rihimäki mitt i Tiomilaskogen.